# Cucurbitaria amorphae
Cucurbitaria amorphae är en svampart som först beskrevs av Carl (Karl) Friedrich Wilhelm Wallroth, och fick sitt nu gällande namn av Karl Wilhelm Gottlieb Leopold Fuckel 1870. Cucurbitaria amorphae ingår i släktet Cucurbitaria och familjen Cucurbitariaceae.   Inga underarter finns listade i Catalogue of Life.